# John Egerton (3e comte de Bridgewater)
John Egerton, 3e comte de Bridgewater (9 novembre 1646 - 19 mars 1701) est un noble britannique de la famille Egerton.

## Biographie
Il est le fils aîné de John Egerton (2ᵉ comte de Bridgewater) et de son épouse Elizabeth Cavendish. Ses grands-parents maternels sont William Cavendish (1ᵉʳ duc de Newcastle) et sa première épouse, Elizabeth Basset.
Il est député du Buckinghamshire élu comme whig de 1685 à 1686. Il exerce également les fonctions de Lord Lieutenant du Buckinghamshire à la suite du décès de son père en 1686, mais il est démis de ses fonctions par le roi Jacques II pour avoir refusé de produire une liste de catholiques romains pour servir d'officiers de la milice. Il est réintégré dans ses fonctions lorsque Guillaume III monte sur le trône et que Jacques II est contraint de s'exiler.
Il est premier Lord du commerce au Parlement de la Convention, de 1690 à 1691. En 1699, il est promu au rang de premier Lord de l'amirauté par les Whigs. Il occupe ce poste jusqu'en mars 1700/1.
Il est président de la Chambre des lords en 1697, puis à nouveau en 1701.

## Famille

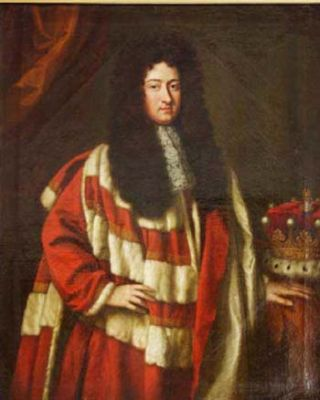
John Egerton, 3e comte de Bridgwater par Godfrey Kneller, 1685.

Il se marie en premières noces avec Elizabeth Cranfield, fille de James Cranfield (2e comte de Middlesex) et Anne Bourchier. Ils ont un seul enfant connu qui survit à la naissance :
- John Cranfield (11 janvier 1668 - 31 mars 1670).

Le 2 avril 1673, il épouse sa deuxième épouse, Jane Paulet. Elle est une fille de Charles Paulet (1er duc de Bolton) et de sa deuxième épouse, Mary Scrope. Mary est la fille aînée illégitime de Emanuel Scrope (1er comte de Sunderland), et de sa maîtresse Martha Jones ; elle est devenue la cohéritière de son père quand un frère est décédé sans enfants. Ils ont eu neuf enfants :
- Charles Egerton, vicomte Brackley (7 mai 1675 - avril 1687) est décédé à l'âge de 11 ans à Bridgwater House, brûlé dans l'incendie qui détruisit Bridgwater House. Il est inhumé le 14 avril 1687 à Little Gaddesden, Hertfordshire, Angleterre[1] ;
- Mary Egerton (14 mai 1676 - 11 avril 1704). Mariée à William Byron (4e baron Byron) ;
- Thomas Egerton (15 août 1679 - avril 1687) est décédé à l'âge de 7 ans à Bridgwater House, en Angleterre, brûlé dans l'incendie qui détruisit Bridgwater House. Il est inhumé le 14 avril 1687 à Little Gaddesden, Hertfordshire, Angleterre[1] ;
- Scroop Egerton (11 août 1681 - 11 janvier 1744/5) ;
- William Egerton (1684-1732), député et soldat ;
- Henry Egerton, évêque de Hereford (10 février 1689 - 1er avril 1746). Marié à Elizabeth Ariana Bentinck, fille de Hans Willem Bentinck (1er comte de Portland) et de sa deuxième épouse, Jane Martha Temple. Ils sont les parents de John Egerton (évêque), évêque de Durham ;
- John Egerton (dc 1707), page d'honneur ;
- Charles Egerton (décédé le 7 novembre 1725). Marié à Catherine Greville. Sa femme est une sœur de William Greville, 7e baron Brooke ;
- Elizabeth Egerton. Mariée à Thomas Paget (Lord Paget). Son mari est un fils d'Henry Paget (1er comte d'Uxbridge, 1663-1743) et de sa femme Mary Catesby. Ils sont les parents d'Henry Paget, 2e comte d'Uxbridge.